# جياني ماركيتي
جياني ماركيتي (بالإيطالية: Gianni Marchetti)‏ هو موزع وملحن وكاتب أغاني إيطالي، ولد في 7 سبتمبر 1933 في روما في إيطاليا، وتوفي بنفس المكان في 11 أبريل 2012.

## وصلات خارجية
- جياني ماركيتي على موقع IMDb (الإنجليزية)
- جياني ماركيتي على موقع ميوزك برينز (الإنجليزية)
- جياني ماركيتي على موقع ديسكوغز (الإنجليزية)
- جياني ماركيتي على موقع قاعدة بيانات الفيلم (الإنجليزية)